# 巴克艾克羅斯羅茲 (科羅拉多州)
巴克艾克羅斯羅茲（英語：Buckeye Crossroads）是位於美國科羅拉多州巴卡縣的一個人口普查指定地區。

## 地理
巴克艾克羅斯羅茲的座標為37°33′27″N 102°07′44″W / 37.55750°N 102.12889°W，而該地最高點為海拔高度1147米（即3405英尺）。

## 人口
根據2010年美國人口普查的數據，巴克艾克羅斯羅茲的面積為5.00平方千米，當中陸地面積為5.00平方千米，而水域面積為5.00平方千米。當地共有人口500人，而人口密度為每平方千米100人。